# NHIndustries NH90
NHIndustries NH90 este un elicopter de transport mediu european.

## Utilizatori
Australia
- Forțele Terestre Australiene
- Forțele Navale Australiene

 Belgia
- Forțele Aeriene Belgiene

 Finlanda
- Forțele Terestre Finlandeze

 Franța
- Forțele Terestre Franceze
- Forțele Navale Franceze

 Germania
- Forțele Terestre Germane
- Forțele Navale Germane

 Grecia
- Forțele Terestre Grece

 Italia
- Forțele Terestre Italiene
- Forțele Navale Italiene

 Țările de Jos
- Forțele Aeriene Olandeze

 Noua Zeelandă
- Forțele Aeriene Neozeelandeze

 Norvegia
- Forțele Aeriene Norvegiene
- Forțele Navale Norvegiene

 Oman
- Forțele Aeriene Omaneze

 Spania
- Forțele Terestre Spaniole

 Suedia
- Forțele Aeriene Suedeze

## Aeronave similare
- Eurocopter AS532 Cougar
- Sikorsky UH-60 Black Hawk
- AgustaWestland AW149
- KAI Surion

## Legături externe
- en NH90 page on NHIndustries' site Arhivat în 7 februarie 2015, la Wayback Machine.
- en NH90 page on Royal New Zealand Air Force site
- en "NH90: Europe’s Medium Helicopter Contender". defenseindustrydaily.com